# توماس ساس
'توماس ستيفن ساس' (بالإنجليزية: Thomas Stephen Szasz) (15أبريل، 1920 - 8 سبتمبر، 2012) هو طبيب نفسي ومحلل نفسي وأكاديمي عمل معظم حياته المهنية بروفيسوراً في الطب النفسي في جامعة أبستيت نيويورك الطبية في مدينة سيراكيوز في نيويورك. ويعد الدكتور ساس عضواً بارزاً في الجمعية الأمريكية للأطباء النفسيين، وعضواً في الجمعية الأمريكية للمحللين النفسيين. واشتهر الدكتور كناقد اجتماعي للقواعد والأساسيات الأخلاقية والعلمية التي بُني عليها الطب النفسي والذي اعتبرها أهدافاً طبية للسيطرة على المجتمع في العصر الحديث، بالإضافة إلى إضفاء الطابع العلمي للطب النفسي. ومن مؤلفاته «خرافة الطب النفسي» (1961)، و«صناعة الجنون» (1970)، والتي أثارت جدلاً واسعاً.

## حياته
ولد الدكتور ساس لأبوين يهوديين جيولا وليلي ساس في الخامس عشر من أبريل عام 1920 في بودابست في المجر، وفي عام 1938 هاجر ساس إلى الولايات المتحدة الأمريكية وتلقّى تعليمه في جامعة سنسناتي وحصل على شهادة البكالوريوس في الفيزياء، وحصل أيضاً على شهادة الطب من نفس الجامعة عام 1944، وأكمل متطلب التدريب كطبيب مقيم في مستشفى سنسناتي العام، ثم عمل في مؤسسة شيكاغو للتحليل النفسي بين عاميّ 1951 و1956، وبعد ذلك أصبح عضواً فيها لخمس سنوات منها 24 شهراً في خدمة الحماية البحرية الأمريكية.
وفي عام 1962 أصبح عضو هيئة تدريس دائم في قسم الطب في جامعة نيويورك.
تأثر الدكتور ساس ونظرته للطب النفسي بكتابات فيرقس كارنثي (الكاتب والشاعر المجري).

## شهرة نظرياته
انتقد ساس مشروعية مصطلح «المرض النفسي» لأول مرة عام 1958 في مجلة كولومبيا القانونية في مقالة ناقش فيها نظريته بأن «المرض النفسي» ليس حقيقة يحمل ذنب المتهم تماماً كتحمل الشيطان ذنب المتهم في مقولة تلبُّس الشيطان.
وأكّد ساس أمام لجنة مجلس الشيوخ الأمريكي عام 1961 نظريته بأن استخدام المستشفيات النفسية لحبس وحجز الناس بعد تشخيصهم بالجنون يعد منافٍ للقواعد العامة في العلاقة العلاجية بين المريض والطبيب، ويجعل الطبيب بمثابة حارس ومراقب سجن.

## نظرياته الرئيسية
كان ساس متيقناً بأن تسمية الاضطرابات النفسية هي على سبيل التشبيه وأن استخداماتها في الطب النفسي غالباً ما تكون ضارة. فوضع ساس لنفسه مهمة نزع شرعية المؤسسات والسُلطات وقوتها العظمى المفروضة قسرياً من قبل الأطباء النفسيين وغيرهم من المختصين النفسيين، وأيضاً القوانين والمحاكم والقضاء المتعلق بالصحة النفسية.
انتقد ساس تأثير الطب الحديث على المجتمع والذي وصفه بعلمنة احتجاز الدين للناس، واستهدف في انتقاده علموية الأطباء النفسيين بالتحديد، وأكدّ في انتقاده حملاتها ضد الاستمناء في نهاية القرن 19، واستخدامها الصور المجازية واللغة طبياً لوصف السلوكيات السيئة، واعتمادها على التنويم الإجباري في المستشفيات النفسية بحجة حماية المجتمع، واستخدام عمليات جراحية على الدماغ وتدخلات أخرى بحجة معالجة الذّهان. ورؤيته تتلخص في وصفه لتأثير السياسة على الطب في المجتمعات الحديثة بأنه مشبع بالإيمان بالعلوم وعبّر عنه بمقولته:
ّإذا كان الحكم الديني هو حكم الرب أو رجال الدين، والديمقراطية هي حكم الناس أو الأغلبية، إذن علم الصيدلة هو حكم الطب أو الأطباء.
وركّز ساس على قوة اللغة في تأسيس وتوطيد وحماية النظام الاجتماعي على النطاق الشخصي المحدود والنطاق السياسي الاجتماعي الواسع:
إن المناضلة لتعريف المفاهيم هي بشكل حقيقي مناضلة من أجل الحياة، ففي صورة نمطية غربية حين يتقاتل شخصان للاستحواذ على مسدس وقع على الأرض فإن أول من يحصل على السلاح سيطلق النار ويعيش، والخصم سيتلقى الطلقة ويموت. وفي الحياة اليومية المناضلة ليست على استحواذ الأسلحة بل الكلمات فمن يعرّف المفهوم أولاً هو الغالب وخصمه هو الضحية، فعلى سبيل المثال في العائلة الزوج والزوجة أو الأم والطفل من الذي يُحدد من المزعج أو المريض نفسياً؟ الشخص الذي يستحوذ على الكلمة أولاً ويفرض الواقع على الآخر، والشخص الذي يُعرّف المفهوم ومن ثم يسيطر ويبقى، أوالشخص الذي يتم تعريفه وتسميته وإخضاعه وربما يُقتل.
ملخص نظرياته:
'خدعة المرض النفسي'
إن كلمة المرض في عبارة «المرض النفسي» هي تشبيه لوصف تصرّف أو عمل أو نمط سلوكي مزعج ومرهق ومهين ومرعب مثل الفصام، وقد كتب ساس:«حين تناجي الرب فأنت تُصلي ولكن حين يخاطبك الرب فأنت مصاب بالفصام، وإذا خاطبك الميت فأنت شخص روحاني ولكن إذا تحدثت مع الميت فأنت مصاب بالفصام.» فقد يفكر الناس ويفعلون بعض السلوكيات بأساليب مُزعجة، وبعض هذه الأساليب قد تشبه الأمراض (من حيث الألم وتدهور الحالة والاستجابة لتدخلات مختلفة)، ولكن هذا لا يعني أنهم حقيقة مصابون بمرض. فالأمراض «تصيب» الناس ولكن السلوكيات هي ما «يفعله» الناس. والأمراض هي خلل وظيفي في جسم الإنسان في القلب أو في الكبد أو الكلى أوالعقل، فالسلوكيات الجيدة أو السيئة ليست أمراضاً ولا يمكن أن تكون أمراضاً، وهذا ليس هو مفهوم المرض. وقد استشهد ساس على سبيل المثال بمصطلح «دريبتومينيا» (مصطلح يصف هروب العبيد السود من الأسر والعبودية على أنه اضطراب) كأحد السلوكيات التي لم يستحسنها الكثير من الناس في المجتمع في فترة زمنية فأصبح يشار إليه ويذكر على نطاق واسع بأنه مرض. والهستيريا كمثال آخر يصف النساء الاتي لا يخضعن لرغبات الرجل. فالطب النفسي يحجب الفرق بين السلوك والمرض في بحثه عن مساعدة أو أذيّة لأحد الأطراف المتنازعة. وحين يصف الطب النفسي الناس بالمرضى فهو يحاول إنكار قدرتهم على تحمل المسؤولية ليصبح الطب النفسي كأداة أخلاقية للسيطرة على الناس بشكل أفضل.
حين يقول الناس عن أنفسهم أو يقول عنهم الأخرون أنهم مصابون بمرض نفسي هم في الحقيقة مصابون «بمرض زائف». ويتم تداول تشخيصات «المرض النفسي» و«الاضطراب النفسي» كتصنيفات علمية بينما في الواقع ما هي إلّا أحكام مُهينة لدعم استخدامات معينة من القوة من قبل مؤسسات الطب النفسي (و«الاضطراب النفسي» اعتبره ساس مصطلح مخادع لمصطلح «المرض النفسي»). وفي نفس السياق الفصام ليس مرضاً موجوداً بل هو حُكم بالإدانة على الشخص مبالغ فيه من قبل المجتمع والطب النفسي. وأطلق ساس على الفصام عبارة «الرمز المقدّس في الطب النفسي» لأن الأشخاص الموصومون بهذه الوصمة يوفرون المسوّغات باستمرار لنظريات وعلاجات وإساءات وإصلاحات الطب النفسي.
وذكر ساس أن صورة الشخص الفصامي أو الذهاني بالنسبة لخبراء ومؤسسات الطب النفسي تماثل صورة المهرطق بالنسبة لخبراء ومؤسسات الدين. فيجب أن يُفهم أولاً المعنى الحرفي للمرض في فروع الطب الأخرى لنستطيع فهم طبيعة التشبيه في استخدام لفظ المرض النفسي. أولاً ليكون أي مرض حقيقي يجب إيجاد شئ مادي يمكن الوصول إليه ويكون قابل للقياس والاختبار بطريقة علمية. وثانياً لاعتبار أي حالة كمرض يجب أن تكون هناك عيّنات على مستوى الخلايا والأنسجة المريضة.
وليكون المرض موجوداّ بالفعل يجب أن يكون على طاولة التشريح وليس فقط في جسم الإنسان وذلك يقتضي أيضاً أن يتناسب مع مفهوم المرض العضوي بدلاً من إيجاد المفهوم عن طريق تصويت أعضاء الجمعية الأمريكية للطب النفسي. «الأمراض النفسية» هي مشاكل حقيقة في أسلوب المعيشة، وتلك المشاكل أحياناً تشبه الأمراض مما يجعل التشبيه مفهوماً ولكن لا يمكن التصديق على هذا التشبيه بأنه وصف دقيق. والطب النفسي علم زائف يحاكي بسخرية الطب باستخدام كلمات طبية رنّانة تم ابتداعها خاصةً خلال المائة سنة الماضية. ولتوضيح ذلك فعلى سبيل المثال الفرق بين الجلطة القلبية وضيق الصدر، وأيضاً الفرق بين حمى التيفوئيد وحمى الصيف (الشعور بالنشاط والبهجة) كلاهما ينتمي إلى فئتين مختلفتين منطقياً، وحين نتعامل مع فئة كتعاملنا مع الأخرى ينتج عن ذلك خطأً في التصنيف وهذا الخطأ هو الخدعة. الأطباء النفسيين هم خلفاء «الأطباء الروحيين» وهم رجال الدين الذين كانوا يتعاملون ومازالوا مع المعضلات والمنغّصات والمشكلات الروحية المحيّرة والتي هي عبارة عن «المشكلات في حياة الإنسان» وذلك ما يشغل أذهان الناس باستمرار.
وطرق العلاج الرئيسية في واقع الطب النفسي هي باختصار الحوار وكبح جماح النفس والدين، لدرجة أن الطب النفسي يقدّم هذه المشكلات على أنها أمراض طبية، وحلولها على أنها علاجات طبية، وعملائه (بشكل تلقائي) على أنهم مرضى. وهذا يُجسّد كذبة وخدعة وبالتالي يُشكّل تهديداً رئيسياً للحرية والكرامة. وأصبحت الحكومات العلمانية الحديثة بمثابة الدين بسبب وجود الطب النفسي بدعم من الحكومة من خلال الأعمال المتعلقة بالصحة النفسية، وهذا يعتبر نظام اجتماعي لفرض السيطرة بشكل واسع وهو نظام متنكر بحجة مرجعه العلمي وذلك باستخدام الأسلوب القسري وغرس الفكرة بدهاء في عقول الناس.
'تمارض «المرضى»'
طبقاً للدكتور ساس الكثير من الناس يختلقون في تعبيرهم عن المرض النفسي، بمعنى أنهم يتمارضون، وهم يفعلون ذلك للحصول على شئ ما مثل التهرب من التجنيد في الخدمة العسكرية أو الحصول على أدوية أو دعم مادي أو أهداف ذات معانٍ شخصية. ويعرف المتمارض بأنه محتال عمداً (حتى وإن كان التمارض نفسه تمت تسميته بمرض أو اضطراب نفسي). وقد ذكر ساس التمارض في الكثير من كتاباته ولكنه لا يرتبط بشكل أساسي بهدفه لتوضيح وشرح ما يعرف بـ«المرض النفسي». في تلك الحالات الأشخاص المعروفون بـ«المرضى النفسيين» لديهم حاجة مهمة بالنسبة لهم شخصياً (مشكلات في حياتهم) يرغبون بإيصالها ولكنهم لا يستطيعون التعبير عنها بالأساليب التقليدية لذا يلجأون إلى سلوكيات تحاكي المرض عبارة عن لغة جسد بدائية والتي يفسرها الأطباء والمختصين النفسيين بطريقة مضلّلة على أنها إشارات وأعراض لمرض حقيقي.
'فصل الطب النفسي عن سلطة الحكومة'
لو قبِلنا بـ«المرض النفسي» كتعبير لتلطيف سلوكيات غير مقبولة فليس للحكومة الحق في إجبار الأشخاص على العلاج بالطب النفسي، وكذلك على الحكومة أن لا تتدخل في ممارسات الصحة النفسية بين الأشخاص البالغين برضى الطرفين (على سبيل المثال التحكم قانونياً بتوفير الأدوية النفسية والمواد المخدرة)، لأن إعطاء الحكومة الطابع الطبي سينتج عنه «حكومة علاجية» تدعو الشخص كـ«مجنون» أو «مدمن مخدرات».
في كتابه «الكيمياء الشعائرية» (1973)، تحدّث ساس عن أن الاضطهادات التي استهدفت السحرة والغجر واليهود والمثليين هي نفسها الاضطهادات التي تستهدف الآن «مدمني المخدرات» والأشخاص «المجانين». وبيّن أن جميع تلك التصنيفات للناس تعتبر كبش الفداء في المجتمع تظهر بمثابة طقوس دينية (باعتبار الطب النفسي دين تُطبّقه الحكومة). وطرح ساس موضوع السمنة كمثال للتأكيد على استمرار ذلك الدين من خلال الطب: يستنكر الأطباء فرط التغذية بدل التركيز على الأطعمة الغير مغذّية (سوء التغذية). وعلى الرغم من أن السمنة لها جانب علمي ولكن الأنظمة الغذائية المفروضة هي بدائل أخلاقية للامتناع عن الأكل، تماماً مثل الضغوط الاجتماعية التي ترفض زيادة الوزن هي أوامر أخلاقية، لذلك يجب أن لا تُعد تلك البدائل الأخلاقية نصائح علمية كما تدّعي. فكما تبّنى الطب فكرة الأشخاص الذين يُعتقد بأنهم سيئين (المجانين)، وأولئك الذين تعاطوا الأدوية الغير مناسبة (مدمني المخدرات)، فالطب أيضاً قام بتصنيف أولئك الذين يملكون أوزاناً غير طبيعية (البدناء).
ويرى ساس أن دراسات الطب النفسي في القرن السابع عشر نشأت لدراسة ومراقبة الأشخاص الذين شذّوا عن القواعد الطبية للسلوك الاجتماعي، ثم نشأ في القرن العشرين تخصص جديد وهو دروقوفوبيا لغرض دراسة ومراقبة الأشخاص الذين لم يتبعوا القواعد الطبية في استهلاك الأدوية أو المخدرات، ثم في الستينات ظهر علم الطب المختص بالسمنة (بارياتركس) للتعامل مع الأشخاص الذين خالفوا القواعد الطبية المتعلقة بوزن الجسم المناسب، وركّز ساس على أنه في عام 1970 كانت الجمعية الأمريكية لأطباء السمنة تضم 30 عضواً، وبعد سنتين فقط أصبحت تضم 450 عضواً.
'فرضية الأهلية'
تعمل الأنظمة القانونية على فرضية أن الشخص برئ حتى تثبت إدانته، لذلك يجب أن لا نفترض أن بعض الأفراد المتهمين لارتكاب جرائم أنهم فاقدي الأهلية فقط لأن طبيب نفسي وصفهم بذلك. فيجب أن تُقيّم الأهلية العقلية أو النفسية للشخص كأي نوع آخر من الأهلية، وذلك بوسائل قانونية وقضائية تمنح المتهم الحق في التمثيل والاستئناف في القضية.
'تحديد الموت'
يعتقد ساس أن الأفراد يجب أن يكون لهم الحق في اختيار متى سيموتون بدون تدخّل من الطب أو الحكومة، تماماً كما لهم الحق في الإنجاب بدون تدخلات خارجية. كما يرى أن الانتحار من الحقوق الرئيسية، ولكنه معارض للقتل الرحيم المرخّص من قبل الحكومة. وتحدث في كتابه عام 2006 عن فرجينيا وولف أنها انهت حياتها بفعل واعي ومتعمّد، واعتبر انتحارها تعبيراً عن حريتها في الاختيار.
'القضاء على الدفاع عن الجنون'
يرى ساس أنه يجب أن لا تكون الشهادة حول أهلية المدّعى عليه مسموح بها في المحاكمات، لأن شهادة الأطباء النفسيين عن الحالة العقلية لعقل المتهم هي كشهادة رجل الدين عن الحالة الدينية لروح المتهم. والجنون عبارة عن تكتيك قانوني تم ابتكاره للتحايل في فرض العقوبات في الكنيسة والتي تضمنت تلك الفترة مصادرة أملاك من قاموا بفعل الانتحار وغالباً يتركون الأرامل والأيتام يواجهون الفقر، ويدّعون أن المجنون فقط هو من يفعل ذلك بأرملته وأطفاله. وهذه هي الرحمة القانونية المتنكرة باسم الطب على حد تعبير ساس.
'القضاء على التنويم القسري في المستشفيات'
لا أحد يجب أن يُحرم من حقه في الحرية إلّا في حال تم إدانته بارتكاب جريمة جنائية، وحرمان الشخص من حريته بدعوى الحفاظ على مصلحته هو عمل غير أخلاقي، وكما يحق لمريض سرطان مزمن رفض العلاج كذلك يجب أن يحق للشخص رفض العلاج النفسي.
'حق الفرد باستخدام العقاقير والأدوية'
إدمان المخدرات ليس مرضاً يتم علاجه عن طريق أدوية مصرّح بها بل هي عادة اجتماعية. وبيّن ساس أنه مع التجارة المفتوحة للمخدرات، وانتقد الحرب على المخدرات وأن استخدام المخدرات هي في الحقيقة جريمة بلا مُتهم، وأن حظر المخدرات هو أساس وجود تلك الجريمة. ويقود الحرب على المخدرات الحكومات لإصدار قوانين لم تؤخذ بالاعتبار قبل نصف قرن: مثل حظر الشخص من تناول مواد معيّنة، والتدخل في شؤون دول أخرى لإيقاف إنتاج نباتات معيّنة كالخطط لحظر نبات الكوكا أو الحملات ضد نبات الخشخاش وجميعها نباتات تقليدية عارضها العالم الغربي. وعلى الرغم من أن ساس كان مشككاً في فوائد الأدوية النفسية إلّا أنه يرى إلغاء قانون حظر العقاقير والأدوية.
وقام بعمل مقارنة بين الاضطهاد الواقع على الأقلية من مستخدمي المخدرات والأقلية من اليهود والمثليين.
النازيون تحدثوا عن وجود «مشكلة اليهود»، ونحن الآن نتحدث عن وجود مشكلة إساءة استخدام العقاقير، وفي الحقيقة أن «مشكلة اليهود» هي عبارة أطلقها الألمان لاضطهاد اليهود، و«مشكلة إساءة استخدام العقاقير» هي عبارات اخترناها لاضطهاد الأشخاص الذين يستخدمون أنواعاً محددة من العقاقير.
واستشهد ساس بالكلمة التي استخدمها جيمس هنلي وهي «آفة» للإشارة إلى متعاطي المخدرات وهي نفس التشبيه الذي استخدمه النازيين للإشارة إلى الأشخاص المدانين في استخدام وبيع العقاقير الممنوعة لتبرير قتل اليهود بالغاز السام، وذلك لأنهم لا يعتبرون المضطهدين من اليهود بشر بل «آفة».

## الحكومة العلاجية
صاغ الدكتور ساس عام 1963 عبارة «الحكومة العلاجية» وقصد بها الإشارة إلى نتيجة التعاون بين الطب النفسي والحكومة والتي هي عبارة عن نظام يتم فيه كبح (علاج) الأفعال والأفكار والمشاعر المرفوضة من خلال تدّخلات طبية وهمية، وبذلك يكون الانتحار والاعتقادات الدينية الغريبة والتعصب العنصري والحزن والقلق والخجل والتشوش الجنسي والسرقة والمقامرة والإفراط في الأكل والتدخين واستخدام العقاقير المحظورة قانونياً جميعها تُعد أعراض أو أمراض تحتاج لعلاج. وحين تواجه الحكومات مطالبات بوضع قوانين للحد من التدخين والإسراف في شرب الكحول والمقامرة والبدانة في الأماكن العامة يرد الوزراء «يجب أن نحتاط من عوائد تحوّل الحكومة إلى حكومة مُربيّة»، وبذلك تحولت «الحكومة المربيّة» إلى «حكومة علاجية» حيث مهدت المربية للمرشد. فالمربية تخبر الناس بما يجب أن يفعلوه بينما المرشدين يخبرونهم أيضاً كيف يجب أن يفكروا ويشعروا، و«الحكومة المربيّة» هي تأديبية وحازمة ومتسلطة بينما «الحكومة العلاجية» تظهر متعاطفة وداعمة ولكنها في الحقيقة أكثر تسلطاً.
وعبّر ساس أن الحكومة العلاجية تبتلع كل شئ إنساني على أساس قد يبدو عقلانياً وهو أن لا شئ يخرج عن نطاق الصحة والطب تماماً كما تفعل الحكومات الدينية حين تبتلع كل شئ إنساني على أساس عقلاني كامل بأن لا شئ يخرج عن نطاق الرب والدين. وحين واجهت الفردية الغربية مشكلة «الجنون» اتضح أنها لم تكن مستعدة للدفاع عن حقوق الفرد: الإنسان في العصر الحديث ليس له الحق بأن يكون مجنوناً تماماً كما الإنسان في القرون الوسطى لم يكن له الحق بأن يكون مهرطقاً لأن الناس حين يتفقون على وجود إله واحد حقيقي أو فائدة ما ينتجه عنه الحاجة لوجود أعضاء من المجموعة أو من خارجها لحمايتهم من فتنة عبادة الإله الخطأ أو الاستفادة من فائدة غير مباحة. وعلمنة الدين والتطبيب للمصلحة العامة نتجت عنه نسخة من نظرة عصر ما بعد التنوير:
حين يتفق الناس على وجود حقيقة واحدة فإن ذلك يُفضي إلى الحاجة للبعد عن غواية عبادة الجهل فذلك هو الجنون.
ويحذر المؤمنون بالحرية المدنية من اقتران الحكومة بالطب النفسي الذي سينتج عنه عواقب مأساوية تؤثر على الحضارة. ويعتقد ساس يجب أن يكون هناك جدار ثابت بين الطب النفسي والحكومة بنفس الأسلوب الذي تم فيه فصل الكنيسة عن الحكومة.

## الجمعية الأمريكية للقضاء على التنويم القسري في المستشفيات
كان ساس يؤمن بأن المستشفيات النفسية تبدو كالسجون وليست كالمستشفيات، والأطباء النفسيين الذين يُخضعون الأخرين للعمل بالإكراه هم في الحقيقة سجانين وليسوا أطباء. وقد بذل ساس جهوداً للقضاء على التنويم القسري في المستشفيات النفسية على مدى عقدين حيث شارك عام 1970 في تأسيس الجمعية الأمريكية للقضاء على التنويم القسري في المستشفيات النفسية، وأعلن ساس عن تأسيسها عام 1971 في المجلة الأمريكية للطب النفسي والمجلة الأمريكية للصحة العامة، وتوفر الجمعية المساعدة القانونية لمرضى الطب النفسي وأصدرت الجمعية مجلة «ذا أبولشنست».

## علاقته باللجنة الوطنية لحقوق الإنسان
أسس ساس بالشراكة مع الكنيسة العلموية في عام 1969 اللجنة الوطنية لحقوق الإنسان (وهي منظمة خيرية هدفها القضاء على الإساءات التي يتم ارتكابها تحت مسمى الصحة النفسية) لمعارضة العلاجات النفسية القسرية، وعمل ساس كعضو مؤسس في مجلس المستشارين في اللجنة. وفي خطابه خلال الذكرى الـ25 لتأسيس اللجنة قال ساس «يجب علينا جميعاً أن نظهر التقدير لهذه اللجنة لأنها أول منظمة في تاريخ الإنسان نظّمت صوتاً بارزاً لمكافحة الطب النفسي سياسياً واجتماعياً وعالمياً، وهذا لم يحدث في التاريخ من قبل». وشرح ساس في مقابلة تم بثها عام 2009 من خلال الهيئة الأسترالية للإذاعة والتلفاز سبب تعاونه مع اللجنة وقلة تعاونه مع السينتولوجيا:
انضممت للجنة الوطنية لحقوق الإنسان بعد فترة طويلة من بدايتي كناقد للطب النفسي لأنها كانت ولا زالت المنظمة الوحيدة التي لديها المال والمساهمين من المحامين وكانت محاولاتهم فعّالة لتحرير المرضى النفسيين الذين تم حبسهم في المستشفيات النفسية وهم لا يعانون من شئ ولم يرتكبوا جرائم ولديهم الرغبة في الخروج من المستشفى، وهذه بالنسبة لي مسألة جديرة بالاهتمام، ولازالت مسألة جديرة حقاً بالاهتمام. وأنا لا أؤمن بدينهم (السينتولوجيا) ولا معتقداتهم كما لا أؤمن بأي دين آخر، فأنا ملحد ولا أؤمن بالنصرانية ولا اليهودية ولا الإسلام ولا البوذية وأنا لا أؤمن بالسينتولوجيا وليس لي علاقة بها.

## انتقادات
'نقد كيندل'
عرض الطبيب النفسي روبرت إيفان كيندل في مقالته النقدية حول مفهوم ساس للمرض ودعوى أن المرض النفسي خرافة كما نشر في كتابه «خرافة الطب النفسي» (نُشرت في كتاب «ساس يتعرض للهجوم: المُطالب بالقضاء على الطب النفسي يواجه منتقديه» لجيفري سكالر)، وتضمنت مناظرات كيندل التالي:
1. مفهوم ساس للمرض محصور في الاختلال المورفولوجي (الشكلي) وهذا المفهوم اعتباطي ونتائج أفكاره المبنية على ذلك هي محاولة للاستشهاد بقاعدة مستثناة من القواعد العامة في الطب.
2. مقياس ساس ظاهرياً للمرض محصور في الاختلال المورفولوجي ويتضح ذلك من خلال «الاختبار التشريحي بعد الوفاة للأعضاء والأنسجة»، وهذا الإدعاء غير صحيح لأنها تتضمن دون قصد حالات كثيرة لا تعتبر أمراضاً استناداً على حقيقة أنها لا ينتج عنها ألماً أو إعاقة، فمفهوم ساس للمرض لا يفرق بين الحالات الضرورية والحالات الكافية لعملية تشخيص المرض.
3. نقد ساس للتشخيصات المبنية على المتلازمة المرضية منفصل عن اعتبارات تاريخ الطب، ففي الطب (بشكل عام) تعرّف الأمراض باعتبارات متعددة منها: (أ) التشريح المرضي، و (ب) علم الأنسجة، و (ج) العدوى العضوية، و (د) علم وظائف الأعضاء، و (هـ) الكيمياء الحيوية والصبغية، و (و) الدراسة الجزيئية، و (ز) علم الجينات، و (ح) المتلازمة المرضية.
4. إدعاء ساس بأن الأمراض النفسية ليس لها علاقة بأي اختلال مرفولوجي ولكن الجينات والكيمياء الحيوية ونتائج الأبحاث الحالية في أسباب المرض النفسي تدحض هذا الإدعاء.
5. يؤكد ساس «حين نتحدث بصرامة فالأمراض والعلل تؤثر على الجسد فقط، لذلك لا يمكن أن توجد أمراض نفسية»، وهذه الفكرة هي من أفكار ساس الأساسية لموقفه من الطب النفسي، ولكن في الحقيقة لا توجد أمراض جسدية أو نفسية موجودة بذاتها لابد من وجود أمراض عضوية لدى الأشخاص.
'نقد شورتر'
رد شورتر على مقال ساس «خدعة المرض النفسي: 50 سنة لاحقة» والتي نُشرت في مجلة ذا سايكيترست (بالإضافة إلى تقديمها كخطاب كامل في المجلس العالمي للكلية الملكية للأطباء النفسيين في ادنبره في 24 من يونيو 2010) تقديراً للذكرى الخمسين على صدور كتاب «خدعة المرض النفسي»، وانتقد شورتر المبادئ التالية:
1. نقد ساس للطب النفسي هو افتراض ضمني لمفهوم العقل من الطب النفسي في بداية منتصف القرن العشرين – بالتحديد الطب النفسي المبني على التحليل النفسي - ، ولم يحدّث ساس نقده للطب النفسي في ظل تطوّر الطب النفسي الحديث، فانتقاده للطب النفسي لا يُشير إلى الطب النفسي الحيوي المعاصر، وبالتالي نقده لا علاقة له بالطب النفسي الحديث.
2. أقر ساس أن بعض الأمراض النفسية قد يكون لها أساس عصبي ولكن حين يتم اكتشاف أساس حيوي للأمراض النفسية يجب إعادة تصنيفها من أمراض نفسية إلى أمراض عقلية، وإقراره بذلك يعدّ تبريراً ليحافظ على موقفه، فالطب النفسي الحديث في الحقيقة تخلّص من فكرة المرض النفسي بمعنى نظرية أن أمراض الطب النفسي هي غالباً أو كلياً ذات منشأ نفسي ليست جزء من الطب النفسي الحيوي الحديث.
3. هناك أدلة مبدئية أن الأمراض النفسية لها أساس حيوي، وساس إمّا أنه يتجاهل تلك الأدلة أو أنه يحاول أن يعزل نظريته بادّعاءه «أنه لايوجد مرض نفسي حقيقي له أساس حيوي»، واستشهد شورتر بأدلة حيوية للمصابين باكتئاب مثل خلل المحور الوطائي-النخامي-الكظري، والنتيجة الإيجابية لفحص التثبيط بالديكساميثازون، واختفاء قصر دورة نوم حركة العين السريعة.
'نقد كلارك'
قدّم كلارك نقداُ ذا مدىً واسعاً على أفكار ساس منها:
1. عبّر ساس أن شكوى الأمراض النفسية هي شكل من أشكال التمارض وهذا الإدعاء ضعيف فقد فشل ساس في تفسير كيف ولماذا على سبيل المثال الفصام والذي وصفه بالتمارض يظهر في التاريخ الطبيعي بشكل متكرر وبمجموعة أعراض متعارف عليها في 1% من سكان العالم، ولم يُفسر ساس أيضاً ما اعتبره «لغة الجسد» والمعروفة بالأعراض والتي تستخدم في الطب النفسي لتصنيف الأمراض النفسية.
2. تظهر جهود ساس المعرفية في محاولته للتوفيق بين التزامه التام لليبرتارية والمشاكل الاجتماعية الناتجة عن الأمراض النفسية – في أشد حالات المرض - ، بدلاً من أن يوجّه جهوده لفهم طبيعة المرض النفسي وابتكار بدائل حيوية لنظام الطب النفسي الحالي، فهو لا يعارض الطب النفسي بذاته بل يعارض ممارساته القسرية وليس لأنه يعتقد أنها ستضرّ المريض بل لأنها قسرية.
3. تجنب الطب النفسي على مدى التاريخ العلاجات التي وصفت بالخطيرة وغير المؤثرة مثل المعالجة بالصدمة الإنسولينية، وتاريخ مثل هذا يتعارض مع حديث ساس عن الطب النفسي كمهنة تبحث عن السُلطة.

## محكمة جرائم الحرب العالمية
شارك ساس في مجلس محكمة جرائم الحرب العالمية في صيف عام 2001 بشأن حقوق الإنسان في الطب النفسي والتي أقيمت بين 30 من يونيو إلى 2 من يوليو. نتج عن مجلس المحكمة حكمين: الحكم الرئيسي صادق على «وجود إساءات لحقوق الإنسان في الطب النفسي» وأن الطب النفسي «مدان في مزج الإكراه باللامسؤولية»، بينما الحكم الجزئي، والذي تم توقيعه من قبل بروفيسور القانون الإسرائيلي ألون هارل والروائي البرازيلي باولو كويلو، طالب بـ«دراسة نقدية عامة عن دور الطب النفسي».

## مؤلفاته
نشر ساس 35 كتاباً وما يقارب 25 ورقة بحثية.

## روابط خارجية
- توماس ساس على موقع إن إن دي بي (الإنجليزية)